# Danny Thompson
Daniel Henry Edward Thompson, detto Danny (Teignmouth, 4 aprile 1939), è un polistrumentista inglese noto principalmente per essere fondatore dei Pentangle ed aver collaborato con molti musicisti tra cui Richard Thompson e John Martyn. È considerato il più influente bassista della musica folk britannica..
Ha suonato inoltre con Nick Drake, Roy Orbison, Julie Felix, Freddie and the Dreamers, Tubby Hayes, Ronnie Scott, Tom Paxton, Donovan, Vivian Stanshall, David Sylvian, Kate Bush, Linda Lewis, Mary Hopkin, Loreena McKennitt, Tim Buckley, e Davey Graham e fatto parte dei Blues Incorporated di Alexis Korner.
Ha pubblicato inoltre quattro album da solista. Con Toumani Diabaté ed al trio spagnolo di flamenco dei Ketama ha dato vita ad uno dei progetti multiculturali più interessanti degli anni ottanta, i Songhai. Dal 1990 si è convertito alla religione islamica.

## Discografia

### Album
- 1987 - Whatever
- 1989 - Whatever Next
- 1990 - Elemental
- 1995 - Whatever's Best

#### Con i Blues Incorporated
- 1964 - Red Hot from Alex
- 1966 - Sky High (riedito come Blues Incorporated nel 1967)
- 1967 - I Wonder Who
- 1968 - A New Generation of Blues

#### Con i Pentangle
- 1968 The Pentangle
- 1968 Sweet Child
- 1969 Basket of Light
- 1970 Cruel Sister
- 1971 Reflection
- 1972 Solomon's Seal
- 1983 Open the Door

#### Con i Songhai
- 1988 - Songhai
- 1994 - Songhai 2

#### Con Peter Knight
- 1995 - Danny Thompson & Peter Knight

#### Con Richard Thompson
- 1995 - Live At Crawley
- 1997 - Industry